# Comarca del Barbanza
El Barbanza (en gallego y oficialmente Barbanza) es una comarca gallega, situada en la costa norte de la ría de Arosa, en el extremo suroeste de la provincia de La Coruña. Está formada por parte de la sierra homónima que da abrigo a la zona costera que marca el comienzo de la ría.

## Geografía
La fotografía del Barbanza se resume en un accidentado relieve que desciende vertiginosamente hacia la costa. Sus máximas alturas: el Iroite (685 metros) altitud que pertenece a Boiro y a Lousame (perteneciente a la comarca de Noya), Alto de Barazal (640 metros), Barbanza (667 metros) y Os Forcados de A Curota (618 metros) se separan de la orilla del mar apenas 6 kilómetros.

## Municipios
Pertenecen a la comarca del Barbanza los siguientes municipios: 
- Boiro
- Puebla del Caramiñal
- Rianjo
- Ribeira

Desde hace unos años, para fomento de turismo y otras acciones, los municipios de la comarca se han unido en la Mancomunidade Arousa Norte.

## Población
- 68 199 habitantes (INE 2013).